# مبادرة الدفاع الاستراتيجي

شعار مبادرة الدفاع الاستراتيجي "برنامج حرب النجوم"

حرب النجوم في الثمانينات ظهر مصطلح حرب النجوم في الحرب الباردة بين أمريكا والاتحاد السوفيتي وهو اسم شهرة مبادرة الدفاع الاستراتيجي وتم إنشاؤه من قبل الرئيس الاميركي رونالد ريغان في 23 مارس، 1983 لاستخدام الأرض والنظم الفضائية لحماية الولايات المتحدة من هجوم بالصواريخ الباليستية النووية الاستراتيجية. ولأنه من منتقدي الاستراتيجية السابقة المعروفة بعقيدة التدمير المتبادل المؤكد دعا لمبادرة الدفاع الاستراتيجي.
ورصد له ميزانية 26 مليار دولار على مدى 5 سنوات في أقصى درجات السرية ولا يمكن كشف الأسلحة عن طريق أجهزة قياس الحرارة حيث إن مدة عمل الصاروخ لا تزيد عن 5 دقائق وتستخدم برامجه من أجهزة الكمبيوتر إذ يسمح للصورايخ أكتشاف الصواريخ المعادية رغم الدخان واللهب وهي أيضا مايعرف بأشعة الموت وتتألف من أشعة الليزر وتمت في سنة 1985م، وفق نظام يدعى القاتل وسمحت أمريكا لدول حليفة بالأشتراك مثل بريطانيا وألمانيا وفرنسا.